# Зариши, Пьетер
Пьетер Зариши (алб. Pjetër Zarishi) или Дом Пьетер Дзариши (алб. Dom Pjeter Xarishi; 1806, Блиништ — 1866, Калмет) — албанский мирдитский католический священник и поэт, основоположник традиционной католической литературы XIX века в северной Албании. Он также известен своим литературным вкладом в Албанское национальное возрождение. Его стихи были преимущественно религиозными и в меньшей степени касались светских тем.

## Биография
В 1837 году Зариши окончил колледж Конгрегации пропаганды веры. Сначала он был назначен секретарём итальянского епископа Сапы в Неншате, в архиепархию Шкодера. Он был переведён в Территориальное аббатство Ороша и назначен его настоятелем, отправившись в это отдалённое место после разногласия с епископом Сапы. Зариши и Дотмазе из Шкодера были сподвижниками Гаспера Красники, католического священника. В Ороше Зариши изначально поддерживал тесные связи с местными мирдитскими лидерами, особенно с Биб Доде-пашой.
Илия Гарашанин через Красники обратился к Биб Доде-паше с предложением Мирдите присоединиться к анти-османскому восстанию. Паша согласился на союз с Сербией в обмен на автономию своего племени и свободу сохранить свою католическую веру в сербском государстве. С другой стороны, Зариши и Дотмазе были против участия племени Мирдите в восстании против османов, полагая, что оно будет неэффективным.
Из-за конфликта с некоторыми лидерами Мирдиты Пьетер Зариши был вынужден покинуть Орош и поселиться в Калмете, где и умер в 1866 году. Его ученик Петар Драгуша позже писал, что Зариша был настолько хорошим оратором, что не раз слушатели его речей срывались и плакали.